# Чогадзе, Темур
Темур Чогадзе (груз. თემურ ჩოგაძე; род. 5 мая 1998, Батуми) — грузинский футболист, полузащитник литовского клуба «Кауно Жальгирис».

## Карьера
В январе 2020 года стал игроком украинского клуба «Олимпик» Донецк. 23 февраля 2022 года в матче против клуба «Львов» дебютировал в украинской Премьер-лиге (0:1).
В августе 2021 года перешёл в грузинский клуб «Телави».
В июле 2022 года подписал контракт с клубом «Шахтёр» Караганда.

## Достижения
«Насаф»
- Обладатель Суперкубка Узбекистана: 2024

## Статистика
| Игровая карьера | Игровая карьера   | Игровая карьера | Лига | Лига | Кубок | Кубок | Межд. | Межд. | Др. | Др. |
| --------------- | ----------------- | --------------- | ---- | ---- | ----- | ----- | ----- | ----- | --- | --- |
| 2019            | Торпедо (Кутаиси) | А               | 12   | 1    | 1     | 0     | 2     | 0     | —   | —   |
| 2019/20         | Олимпик (Донецк)  | А               | 5    | 0    | —     | —     | —     | —     | —   | —   |
| 2020/21         | Олимпик (Донецк)  | А               | 14   | 0    | 1     | 0     | —     | —     | —   | —   |
| 2021/22         | Ингулец           | А               | —    | —    | —     | —     | —     | —     | —   | —   |
| 2021            | Телави            | А               | 8    | 1    | —     | —     | —     | —     | —   | —   |
| 2022            | Гагра             | А               | 19   | 1    | —     | —     | —     | —     | —   | —   |
| 2022            | Шахтёр            | А               | 12   | 3    | 5     | 0     | —     | —     | —   | —   |
| 2023            | Шахтёр            | А               | 23   | 6    | 2     | 1     | —     | —     | —   | —   |